# تپه قوزای
تپه قوزای مربوط به دوران‌های تاریخی پس از اسلام است و در شهرستان تاکستان، بخش ضیاءآباد، روستای قلعه‌جوق واقع شده و این اثر در تاریخ ۳ بهمن ۱۳۷۹ با شمارهٔ ثبت ۳۰۰۴ به‌عنوان یکی از آثار ملی ایران به ثبت رسیده است.